# 春香伝
春香伝（しゅんこうでん、チュニャンヂョン）は、李氏朝鮮時代の説話で、妓生の娘と両班の息子の身分を越えた恋愛を描いた物語。
18世紀頃、民族音楽的語り物であるパンソリの演目「春香歌」として広まるとともに、小説化も行われた。韓国では現在も人気のある作品であり、映画化も何度か行われている。

## あらすじ
南原府使の息子・李夢龍（イ・モンニョン）と、妓生（キーセン）である月梅（ウォルメ）の娘・成春香（ソン・チュニャン）は、広寒楼で出会い、愛を育む。しかし、父の任期が終わり、夢龍は都に帰ることになる。夢龍と春香は再会を誓い合う。新たに赴任した卞（ピョン）府使は、春香の美貌を聞きつけて我が物としようとするが、春香は夢龍への貞節を守ることを主張して従わない。激怒した卞府使は春香を拷問し投獄する。いっぽう夢龍は科挙に合格して官吏となり、暗行御史として南原に潜入した。夢龍は卞府使の悪事を暴いて彼を罰し、春香を救出する。二人は末永く幸せに暮らした。

## 起源と受容
中国の唐時代から続く「才子佳人小説」の系譜に属する。口伝によって伝承されて来たものが、18世紀李朝19代王粛宗から22代王正祖の頃に物語として成立していたと見られる。19世紀純祖の代に申在孝がパンソリ「春香歌」として脚色して広く演じられ、当時の詩人の申緯、玉山張之琬、趙在三などが観劇について書いている。また『烈女春香守節歌』『春香伝』『水山広寒楼記』『南原古詞』など、多数の小説が著され、基本的なあらすじは共通ながら、漢文によるもの、ハングルによるもの、英語訳のものなどがあり、文体も説話体や韻文体があり、性的描写が濃厚なものなど、異本によってさまざまな形がある。春香の行動も、儒教的な貞節を強調するものから身分を越えた愛とするものまで多様な解釈が可能なバリエーションを持っている。
近代に入ると舞台化も行われ、映画化も十数回はされている。現代の韓国でも人気のある作品で、古典文学である一方で、パロディ化したドラマなども制作されており、その大衆的な知名度と人気は、日本の忠臣蔵に喩えられることがある。

## 日本語訳
半井桃水『鶏林情話 春香伝』（1882年に大阪毎日新聞に連載、全20回）が日本語訳の嚆矢とされるが、かなり日本風に脚色が加えられている。
『全州土版烈女春香守節歌』を底本にした小説版が岩波文庫より、申在孝によるパンソリを筆録した「春香歌」が東洋文庫より刊行されている。
- 高橋亨（訳）『朝鮮の物語集附俚諺』P.183～201 (日韓書房、1910年)
- 許南麒（訳）『春香伝』（岩波書店、1956年。岩波文庫赤73-1） ISBN 978-4-00-320731-4
- 洪相圭（訳）『春香伝』　『韓國古典文學全集第一巻』収録　パックン文化社（出版）　大陸書房（販売）1971年　pp. 9-161.底本は『烈女春香守節歌』（全州完西渓書舗）
- 姜漢永・田中明（訳注）『パンソリ―春香歌・沈睛歌他』（平凡社、1982年。東洋文庫409） ISBN 978-4-582-80409-6

## 関連作品
映画

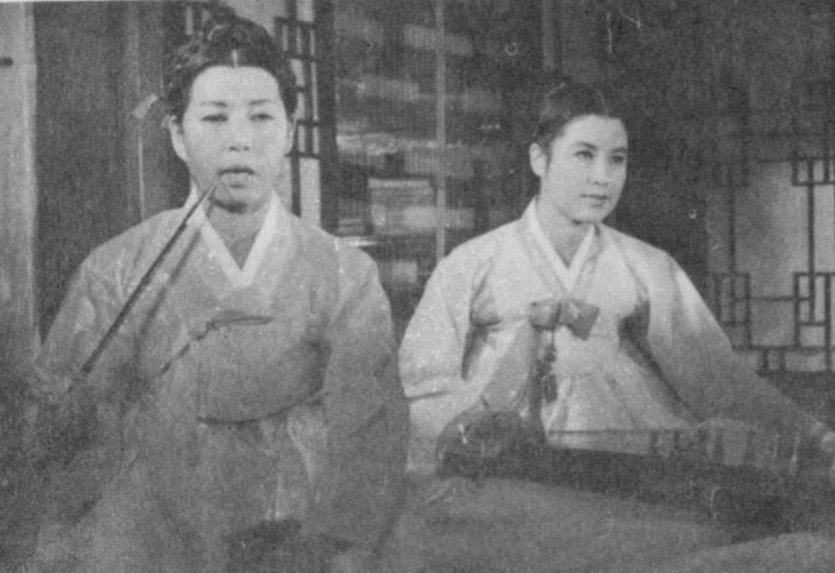
『成春香』（1961年）

- 春香伝（1923年） - 早川孤舟(早川雪洲とは別人)の監督による韓国併合期の映画。初の映画化。
- 春香伝（1935年） - 李明雨監督・文藝峰主演による初のトーキー映画化。
- 後の李夢龍（1936年） - 李圭煥監督・文藝峰主演による1935年版『春香伝』の続篇。
- 春香伝（1955年） - 李圭煥監督による戦後初の韓国での映画化。
- 春香伝（1958年） - 韓国でのカラー映画化。
- 春香伝（1959年） - 北朝鮮での初映画化。
- 成春香 Seong Chunhyang（1961年） - シン・サンオクの監督、崔銀姫の主演による韓国映画。
- 春香伝（1961年） - 『成春香』との競作となった韓国映画。
- 春香伝（1980年） - 兪元俊・尹龍奎の監督による北朝鮮映画。
- 愛、愛、わたしの愛（英語版）（1984年） - 崔銀姫の監督による北朝鮮でのミュージカル版リメイク。主演は張善姫、崔銀姫は春香の母親役を演じた。
- 春香伝 Chunhyang（2000年） - イム・グォンテクの監督による韓国映画。第53回カンヌ国際映画祭のパルム・ドールにノミネート。
- 春香秘伝 （2010年） - キム・デウ監督による韓国映画。出演：キム・ジュヒョク、チョ・ヨジョン

テレビドラマ
- 春香伝（1994年） - キム・ヒソン主演。
- 快傑春香（2005年） - 舞台を現代に置き換えた韓国の学園ものラブコメディ。
- 香丹伝（2007年） - もし夢龍の恋の相手が春香の下女香丹なら・・というストーリーの時代ものラブコメディ。

漫画
- 新・春香伝（1992年） - CLAMPによる日本の漫画。

舞台
- 春香（1948年） - 高木東六による日本のオペラ
- 春香傳（1950年） - 玄済明による韓国のオペラ（2002年に日本でも上演）